# 阿庫尼亞
阿庫尼亞是墨西哥的城市，由科阿韋拉州負責管轄，位於該國東北部，距離首府薩爾蒂約517公里，始建於1877年12月27日，海拔高度271米，2010年人口134,233。

## 外部連結
- Ciudad Acuña's Municipal Website （页面存档备份，存于）
- Ciudad Acuña's Social Website （页面存档备份，存于）